# Omanolidia omani
Omanolidia omani är en insektsart som beskrevs av Nielson 1982. Omanolidia omani ingår i släktet Omanolidia och familjen dvärgstritar. Inga underarter finns listade i Catalogue of Life.